# De Havilland DH.110 Sea Vixen
Die de Havilland DH.110 Sea Vixen (etwa: Seefurie) war ein zweistrahliges britisches Kampfflugzeug der Zeit des Kalten Krieges. Verwendet wurde es bei der britischen Marineluftwaffe Fleet Air Arm. Es war das erste Pfeilflügelflugzeug, dessen Tragflächen für die Stationierung auf Flugzeugträgern beiklappbar waren, ebenso das erste Flugzeug, das mit Flugkörpern, Raketen und Bomben gleichzeitig bestückt werden konnte.

## Geschichte

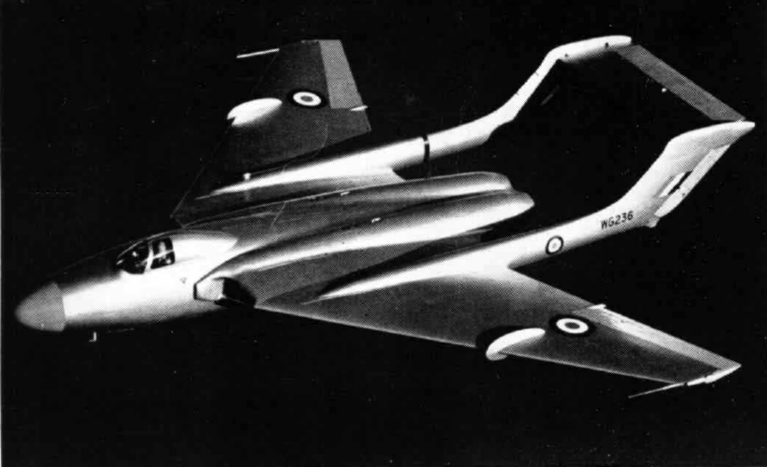
Der Prototyp der DH.110, etwa 1952

Die britische Admiralität wünschte einen Ersatz für die veralteten DH.112 „Sea Venom“. De Havilland konnte die Sea Vixen erst Ende der 1950er-Jahre an die Royal Navy verkaufen. Dagegen entschied sich die Royal Air Force für die billigere Gloster Javelin.
Der Prototyp hatte am 26. September 1951 seinen Erstflug. Am 6. September 1952 kam es zu einem schweren Flugunglück bei der Farnborough International Airshow in Farnborough. Der Prototyp stürzte in die Zuschauermenge, 31 Menschen starben, darunter beide Besatzungsmitglieder. Den Zuschauern sollte ein Überschallknall demonstriert werden. Die rechte Tragflächenvorderkante hielt den Belastungen nicht stand und riss ab. Dadurch kollabierten nacheinander rechte und linke Tragfläche sowie die beiden Triebwerke. Ein Triebwerk und die Reste der Zelle stürzten in die Zuschauer. Ein weiterer Prototyp wurde daraufhin technisch überarbeitet. Zusätzlich gab es 1955 eine Version, deren Tragflächen nicht einklappbar waren. 1956 landete die erste Sea Vixen auf dem Flugzeugträger Ark Royal. 1957 flog dann der erste Allwetterjäger: die Sea Vixen FAW.20. Ab 1958 begann die Produktion von über hundert Flugzeugen der Variante FAW.1 für die Marineflieger.
Die FAW.2 war der Nachfolger der FAW.1 mit vielen Verbesserungen, wie Luft-Luft-Raketen Hawker Siddeley Red Top, Zusatztanks, besseren Notausstiegssystemen und Elektronik. Die erste FAW.2 flog 1962. Ab 1964 wurden 29 Maschinen in Dienst gestellt, dazu noch 16 alte FAW.1 auf die FAW.2-Variante umgebaut. 1966 erfolgte die Außerdienststellung der FAW.1. 1972 endete auch die Dienstzeit der FAW.2. Als Ersatz stand die McDonnell Douglas Phantom bereit.
Die letzte verbliebene flugfähige Sea Vixen musste am 27. Mai 2017 auf der südenglischen Marinefliegerbasis Yeovilton, ihrer Heimatbasis, bauchlanden. Da nicht nur das Fahrwerk nicht bedient werden konnte, sondern auch die Landeklappen nicht ausgefahren werden konnten, waren die Schäden an der Struktur durch die hohe Landegeschwindigkeit größer als zunächst angenommen. Für die Reparatur wurde eine Zeit von sicher über zwei Jahren angenommen. 2020 wurden die Arbeiten an der Sea Vixen gestoppt. Man tue aber nichts, das einen späteren Wiederaufbau verhindern würde, sollte sich ein sehr vermögender Spender finden. Das Flugzeug wird von der Navy Wings Association betreut, unter deren Dach auch der Royal Navy Historic Flight (RNHF) und der Fly Navy Heritage Trust (FNHT) vereinigt ist.
In Museen befinden sich weitere Exemplare, meist FAW.2, so in Yeovilton im Fleet Air Arm Museum, im Imperial War Museum in Duxford, im De Havilland Museum in London Colney, im Newark Air Museum, in Tangmere, Bruntingthorpe und bei den Flughäfen Gatwick und Coventry. Im Norfolk & Suffolk Aviation Museum in Flixton befindet sich eine FAW.1. Zwei Maschinen bzw. Teile davon befinden sich außerhalb Großbritanniens im Queensland Air Museum in Caloundra, Australien.

## Einsätze
Die Sea Vixen nahm nie direkt an Kriegshandlungen teil, allerdings unterstützte sie indirekt britische Verbände in einigen Krisengebieten. 1961 bedrohte der Irak das Emirat Kuwait, dabei flogen Sea Vixen auf Wunsch des Emirats Patrouillen in der Region.
1964 kam es zu einer Revolte in Tanganjika, dem späteren Tansania in Ostafrika. Sea Vixen unterstützten britische Eingreiftruppen vom Flugzeugträger Centaur aus.
Hauptsächliche Einsätze waren die Überwachung der Ölrouten im persischen Golf sowie der Schutz britischer Interessen im Commonwealth-Bereich.
55 von insgesamt 145 hergestellten Sea Vixen gingen bei Unfällen verloren.

## Benutzer

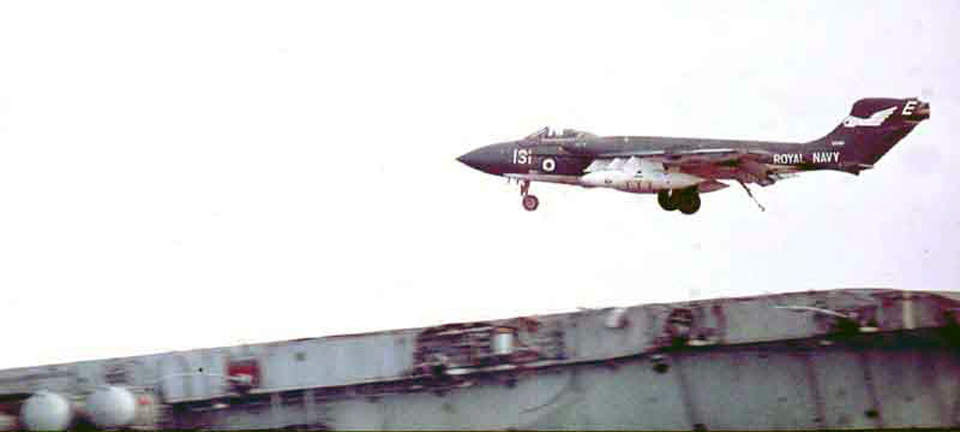
Sea Vixen bei der Landung auf der Eagle im Jahr 1970

Vereinigtes Königreich
- Fleet Air Arm
  - 700 Naval Air Squadron
  - 766 Naval Air Squadron
  - 890 Naval Air Squadron
  - 892 Naval Air Squadron
  - 893 Naval Air Squadron
  - 899 Naval Air Squadron

## Technische Daten
| Kenngröße             | Daten |
| --------------------- | --- |
| Besatzung             | 2 |
| Spannweite            | 15,24 m |
| Länge                 | 16,94 m |
| Höhe                  | 3,28 m |
| max. Startmasse       | 18.800 kg |
| Triebwerk             | 2 × Rolls-Royce Avon 208; 50 kN |
| Höchstgeschwindigkeit | 1.110 km/h |
| Dienstgipfelhöhe      | 14.630 m |
| Reichweite            | 1.000 km |

De Havilland Sea Vixen FAW.2

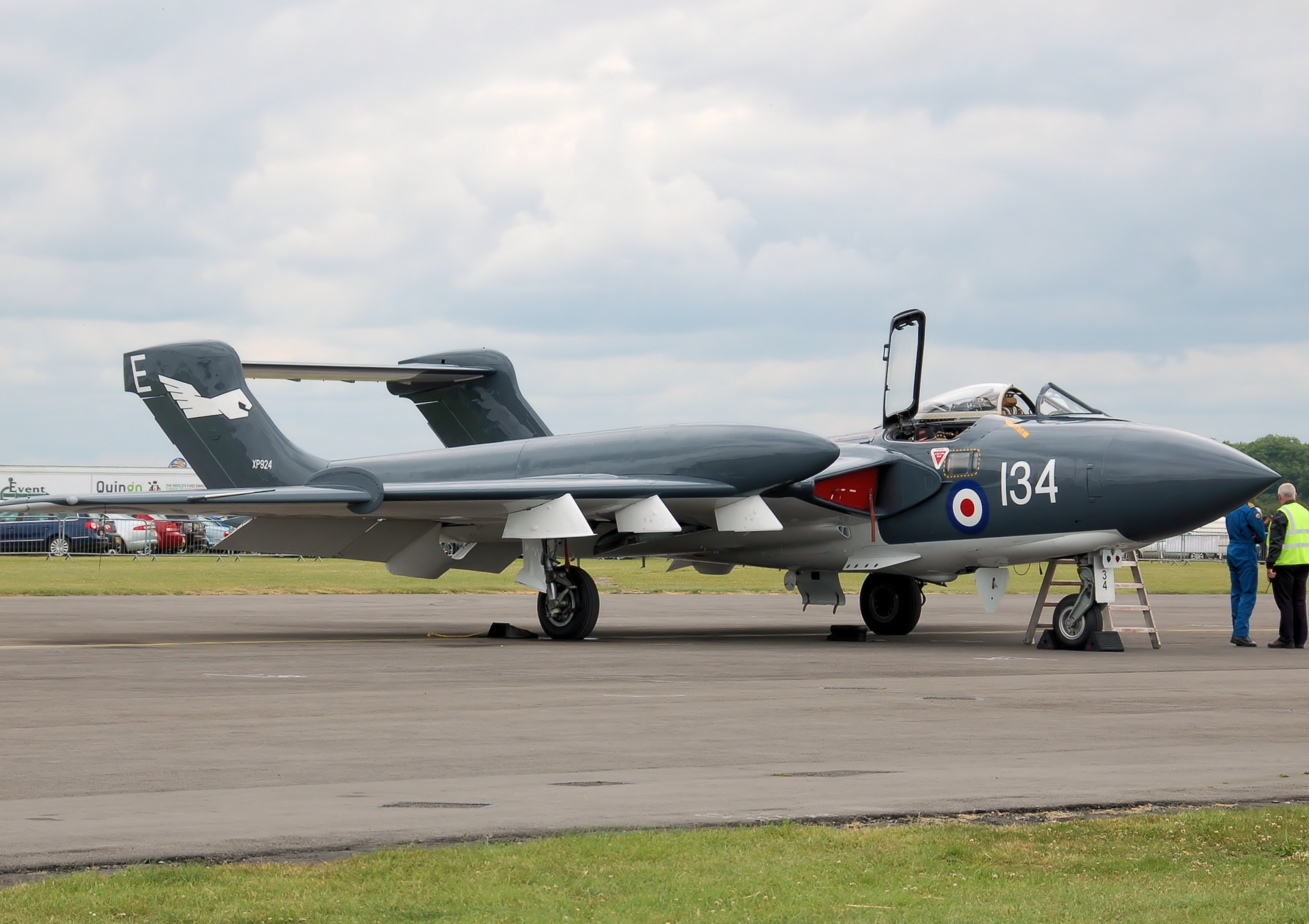
Sea Vixen (Red Bull) im Jahr 2009

| Bewaffnung            | FAW.1: - 2 × in Rumpf einziehbare Raketenbehälter mit je 14 Microcell 2-Zoll-Luft-Luft-Raketen - 4 × Luft-Luft-Raketen de Havilland Firestreak oder statt Firestreaks - 4 × 227-kg-Bomben oder - 2 × 454-kg-Bomben FAW.2: - 2 × in Rumpf einziehbare Raketenbehälter mit je 14 Microcell 2-Zoll-Luft-Luft-Raketen - 4 × Red Top Luft-Luft-Raketen oder - 4 × AGM-12 Bullpup Luft-Boden-Raketen |